# Calochortus tiburonensis
Calochortus tiburonensis là một loài thực vật có hoa trong họ Liliaceae. Loài này được A.J.Hill miêu tả khoa học đầu tiên năm 1973.